# Euselasia orfita
Euselasia orfita is een vlindersoort uit de familie van de prachtvlinders (Riodinidae), onderfamilie Euselasiinae.
Euselasia orfita werd in 1777 beschreven door Cramer.